# کاوازاکی ۷۵۰ ماخ-۴
کاوازاکی ۷۵۰ ماخ-۴ (به انگلیسی: Kawasaki 750 Mach IV) یک موتورسیکلت ژاپنی سه‌سیلندر باحجم انجین ۷۴۸ سی‌سی، دوزمانه، هواخنک (بدون‌رادیاتور)، قدرت ۷۴ اسب بخار و حداکثر سرعت ۱۹۰ کیلومتر بر ساعت که بین سال‌های ۱۹۷۱ تا ۱۹۷۵ توسط کمپانی موتورسازی کاوازاکی تولید می‌شد.
این موتورسیکلت از مدل ماخ-۳ که پیش از آن تولید شده بود، هندلینگ بهتری داشت. با توجه به استانداردهای زمان خود، هندلینگ آن به اندازه‌ای بود که می‌توانست در مسیر مسابقه، رقیبی برای موتورسیکلت‌های تولیدی دیگر باشد.